# Национальный совет Намибии
Национальный Совет Намибии — верхняя палата двухпалатного парламента Намибии. Нижней палатой парламента является Национальная ассамблея Намибии. С 1996 года Национальный Совет Намибии заседает в «Доме Национального Совета» (англ. National Council Building), располагающегося недалеко от Тинтенпаласта, здания Национальной Ассемблеи.
Согласно Конституции Намибии, с марта 1990 года в Национальный Совет Намибии проводит основные политические совещания. Совет имеет 26 депутатов, каждый второй из которых состоит в Региональном Совете Намибии.
Президентом Национального Совета является Ассер Капере.

## Политические партии

### Количество мест политических партий в Национальном Совете Намибии
| Партия                           | 1992—1998 | 1998—2004 | 2004—2010 | 2010—2015 |
| -------------------------------- | --------- | --------- | --------- | --------- |
| СВАПО                            | 19        | 21        | 24        | 24        |
| Демократический альянс Турнхалле | 6         | 4         | 1         | 1         |
| УДФ                              | 1         | 1         | 1         | 1         |
| В общем                          | 26        | 26        | 26        | 26        |

## Члены совета

### Список членов Национального Совета Намибии (2010—2015)

#### ОтСВАПО
С 2010 по 2015 год в Национальном Совете Намибии состоят 24 депутата, представителей политической партии СВАПО:
Ассер Кувери Капере, Сипапела Клетиус Сипапела, Гермина Ндапуа Шиталени, Давид Буис, Нимрод Мбанду Мереми, Роза Киньянда Кавара, Амбросиус Канджи, Филлипус Видо Катамело, Исаи Капенамбили, Бернардинус Шиконго Шекутамба, Розалиа Шиленга, Леббиус Тангени Тобиас, Ндапевошали Нангула Намбили, Бернард Сонга Сибалатани, Баракиас Намванди, Тео Вивиан Диигаарт, Нильма Ндинелаго Никанор, Маргарет Натали Мензах-Вильямс, Рут Кепава Нхинда, Йоханнес Камати Наквафила, Килус Нгаваува, Арам Мартин, Хенок Тангени Канкоши, Мозес Кгао Кома, Адольф Гитлер.

#### ОтУДФ
С 2010 по 2015 год в Национальном Совете Намибии состоит один депутат, представитель политической партии УДФ — Хендрик Гоабеб.

#### ОтДТА Намибии
С 2010 по 2015 год в Национальном Совете Намибии состоит один депутат, представитель политической партии Демократический альянс Турнхалле — Казеонгере Цериапи Чеундо.